# Трезивио
Трезивио (итал. Tresivio) је насеље у Италији у округу Сондрио, региону Ломбардија.
Према процени из 2011. у насељу је живело 1876 становника. Насеље се налази на надморској висини од 500 м.

## Становништво
Према резултатима пописа становништва 2011. у општини је живело 2.002 становника.
| 1931. | 1936. | 1951. | 1961. | 1971. | 1981. | 1991. | 2001. | 2011. |
| ----- | ----- | ----- | ----- | ----- | ----- | ----- | ----- | ----- |
| 1.690 | 1.830 | 1.855 | 1.786 | 1.697 | 1.792 | 1.882 | 1.943 | 2.002 |